# 1026 (عدد)
1026 هو عدد صحيح، يلي العدد 1025 وويسبق العدد 1027.

## في الرياضيات

### خصائص
- عدد طبيعي.[3]
- عدد زوجي.[4][5]
- عدد موجب،[6] السالب منه هو -1026.[7]

## في التاريخ
- 1026 هـ هي سنة في التقويم الهجري.
- هي سنة 1026 م في التقويم الميلادي.

## وصلات خارجية
الأعداد الصاتمة، ديوان اللغة العربية.